# Hitoshi Matsumoto

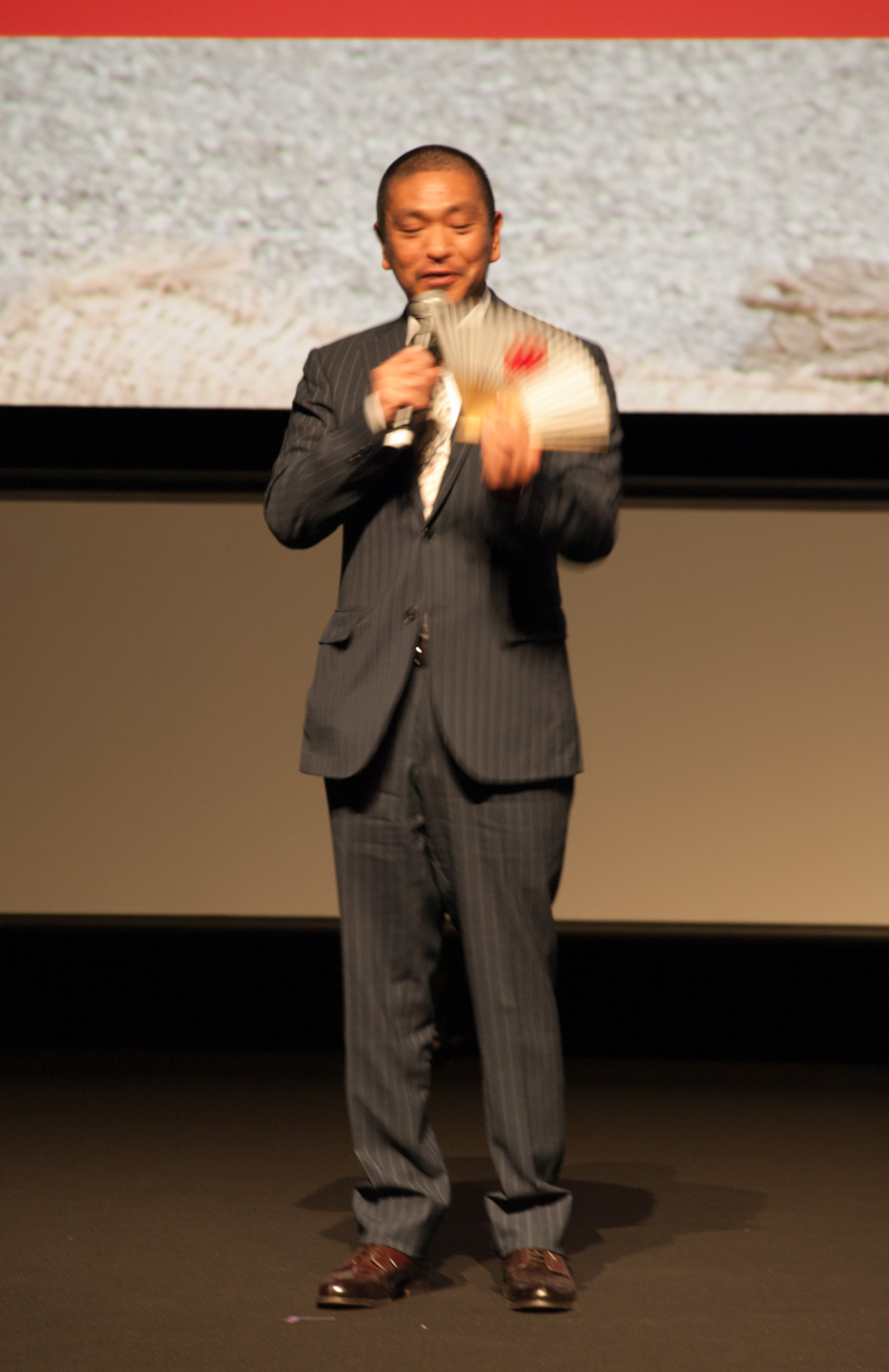
Hitoshi Matsumoto 2011

Hitoshi Matsumoto (jap. 松本 人志, Matsumoto Hitoshi; * 8. September 1963 in Amagasaki, Japan), bekannt als Matchan (松ちゃん), ist ein japanischer Komiker. In Japan ist er berühmt als die Boke-Hälfte des Owarai-Duos Downtown neben Masatoshi Hamada. Aus der Präfektur Hyōgo stammend spricht er den Kansai-Dialekt.
Er ist Regisseur, Produzent und Hauptdarsteller des Films Der große Japaner – Dainipponjin von 2007.

## Karriere
Matsumoto wurde in Amagasaki in einer armen Familie geboren. Er hat eine ältere Schwester und einen älteren Bruder, Takahiro Matsumoto (松本 隆博), einen bekannten Folk-Gitarristen, der ein autobiografisches Buch mit dem Titel matsumoto no ani (松本の兄, dt. „Matsumotos älterer Bruder“) schrieb.
Er besuchte die Ushio-Grundschule und schloss 1982 die Technische Hochschule Amagasaki ab. Obwohl er einen sicheren Job in einer Druckerei hatte, verfolgte er seinen Traum, Comedian zu werden. 1982 wurde er von Hamada in den japanischen Medienriesen Yoshimoto Kōgyō eingeladen. Zusammen wurden sie „Downtown“ und gaben ihr Debüt 1983.
Als ein Verehrer von Vincent van Gogh und Anne Frank reiste er nach Amsterdam, um das Van Gogh Museum und das Anne-Frank-Haus zu besichtigen. Die Reisen wurden für Matsumoto Hitoshi no hontō (松本人志の本当, dt. „Der wahre Hitoshi Matsumoto“) gefilmt, eine spezielle NHK BS Dokumentationsserie.
Er parodierte Tokusatsu-Sendungen mehrfach in seiner Sendung Dauntaun/Downtown no gottsu ē kanji (ダウンタウンのごっつええ感じ) mit Charakteren wie „Go-Renjai“, „Miracle Ace“ und „Aho Aho Man“ und in seinem Regie-Debüt „Dainipponjin“.

## Werke

### Filme
Kurze Lustspiele:
- Tōzu (頭頭) (1993)
- Sundome Kaikyō (寸止め海峡) (1995)
- Sasuke (佐助) (2001)
- Visualbum (ビジュアルバム) (2003) *aufgenommen 1998–1999.

Spielfilme:
- Der Große Japaner – Dainipponjin (大日本人) (2007)
- Shinboru (しんぼる) (2009)
- Samurai ohne Schwert – Saya Zamurai (さや侍) (2011)
- R100 (2013)

### TV und Radio
- Downtown Gaki No Tsukai Ya Arahende!! (ダウンタウンのガキの使いやあらへんで!!) (seit 1989)
- Hey! Hey! Hey! Music Champ (1994–2012)
- Hitori gottsu (一人ごっつ) (1996–1997)
- Densetsu no kyōshi (伝説の教師) (2000)
- Ashita ga aru sa (明日があるさ) (2001)
- Hōsō-shitsu (放送室) (seit 2001)
- Hitoshi Matsumoto no suberanai hanashi (人志松本のすべらない話) (seit 2004)
- Lincoln (リンカーン) (2005–2013)
- IPPON Grand Prix (IPPONグランプリ) (seit 2009)
- Hitoshi Matsumoto presents Documental (seit 2016)
- Hitoshi Matsumoto no sake no tsumami ni naru hanashi (人志松本の酒のツマミになる話) (seit 2021)

### Bücher
- Isho (遺書) (1994)
- Matsumoto (松本) (1995)
- Matsumoto Hitoshi Ai (松本人志 愛) (1998)
- Matsumoto Bōzu (松本坊主) (1999)
- Zukan (図鑑) (2000)
- Matsumoto Saiban (松本裁判) (2002)
- Matsumoto Cinema Bōzu (松本シネマ坊主) (2002)
- Suki ka, Kirai ka – Matsumoto Hitoshi no Nigenron (好きか、嫌いか - 松本人志の二元論) (2004)
- Suki ka, Kirai ka 2 – Matsumoto Hitoshi no Saishū Saiban (好きか、嫌いか2 - 松本人志の最終裁判) (2005)
- Cinema Bōzu 2 (シネマ坊主2) (2005)
- Cinema Bōzu 3 (シネマ坊主3) (2008)
- Matsumoto Hitoshi No Ikari Akaban (松本人志の怒り 赤版) (2008)
- Matsumoto Hitoshi No Ikari Aoban (松本人志の怒り 青版) (2008)